# Espai Far
Espai Far es un museo ubicado en el Faro de San Cristóbal de Villanueva y Geltrú, dedicado a la tradición marinera local.
Se inauguró el 16 de julio de 2016, y forma parte de la Red de Museos Marítimos de Cataluña.

Génesis del Espai Far
El origen de las colecciones que acoge el mismo recinto son dos colecciones de largo recorrido histórico: La de la Asociación Museo del Mar y la del Museo de Curiosidades Marineras Roig Toqués.
La Asociación Museo del Mar se constituyó en 1981 con el objetivo de preservar, recuperar y difundir el legado cultural marinero. Pero su trabajo había comenzado 3 años antes, cuando un grupo de personas de diferentes ámbitos se reunieron con la idea de crear un Museo del Mar.
Durante más de 30 años dicha asociación fue recibiendo distintas donaciones de gente del Barrio de Mar y otros. Se llegó a una colección de unas cuatro mil piezas de tipología diversa. 
Cabe destacar el trabajo de documentación realizado por la Asociación Museo del Mar a través de la redacción y publicación de artículos sobre cultura marinera en la revista que edita: La nostra mar. De esta manera se ha contribuido a la recuperación y difusión de una buena parte de nuestra memoria oral y de nuestra historia marinera .
Antes de la creación del Espai Far, la colección del Museo del Mar se encontraba ya ubicada en las instalaciones del Faro de San Cristóbal de Villanueva y Geltrú desde el año 2002. Más tarde, en 2016 y ya como Espai Far, se incorporó la colección del Museo de Curiosidades Marineras Roig Toqués.

## Exposiciones permanentes

### Museo del Mar de Villanueva y Geltrú
Ubicado en la antigua casa del farero, este museo alberga objetos relacionados con la tradición marinera de la localidad. La mayor parte de sus fondos proviene de la colección que la Asociación Museo del Mar ha ido formando a partir de donaciones de pescadores y vecinos del barrio marítimo a lo largo de los últimos cuarenta años.
La exposición es introducida con un audiovisual que muestra un recorrido por la historia marinera de la ciudad a partir con el título "Un objecte, una història" dedicado a la preservación y difusión de la memoria oral.

### Espacio Victor Rojas
El espacio Victor Rojas acoge el centenario bote de salvamento de náufragos Victor Rojas. Es una de las tres embarcaciones de este tipo que se conservan en Cataluña.
Este bote diseñado para poder navegar en situaciones de temporal. Era de tipo mixto, de forma que podía navegar a remo o a vela, siendo además autoadrizable e insumergible. Fue construido en Barcelona por Miquel Corbeto el 1916, basándose en el modelo inglés Beeching-Peake, la tecnología naval más avanzada de la época, al que le añadió algunas mejoras.

### Museo de Curiosidades Marineras Roig Toqués
Contiene la colección que Francisco Roig Toqués  recopiló durante si vida: ingenios de barcos, arenas de todo el mundo, peces disecados, entre otras curiosidades. En este espacio se le rinde también homenaje a la carpa Juanita, un pez al que Francisco Roig Toqués domesticó para darle de beber con un porrón y comer con una cucharita.